# Christoph Bossert
Christoph Bossert (* 1957) je německý varhaník a profesor na Hochschule für Musik Würzburg a Musikhochschule Trossingen. Patří k nejvýznamnějším světovým varhaníkům.
Získal řadu ocenění (Norimberk (1979), Stuttgart (1981), Lili Boulanger Memorial Fund Inc., Boston (1989), Ivan-Lukacic-Preis, Varaždin/Chorvatsko (1992), 1998 Ernennung zum Kirchenmusikdirektor). Kromě varhan se věnuje i skladbě, cembalu, organologii a muzikologii. Odchoval mnoho vynikajících varhaníků. Věnuje se koncertní činnosti a nahrává na kompaktní disky.